# マドリード音楽院
マドリード音楽院（まどりーどおんがくいん、英語: 、公用語表記: Real Conservatorio Superior de Música de Madrid）は、スペインマドリードに本部を置くスペインの音楽大学。[[]]創立、1830年大学設置。

## 沿革
1830年7月15日、王立音楽院として創設された。
著名な卒業生にトマス・ブレトン、マヌエル・デ・ファリャ、パブロ・カザルス、ホアキン・トゥリーナ、アマデオ・ロルダン、ルイス・デ・パブロ、クリストバル・アルフテル、テレサ・ベルガンサ、アントン・ガルシア・アブリルなどがいる。

## 著名な教職員

### 器楽奏者
- ホセ・クビレス
- レヒーノ・サインス・デ・ラ・マーサ

### 声楽家
- ミゲル・フレータ

### 作曲家
- ヘスース・アランバリ
- クリストバル・アルフテル
- ホアキン・トゥリーナ
- トマス・ブレトン

## 卒業生

### 器楽演奏家
- ナルシソ・イエペス
- ホセ・クビレス
- 熊本マリ
- ニカノール・サバレタ
- マリサ・ロブレス
- アマデオ・ロルダン

### 声楽家
- テレサ・ベルガンサ

### 作曲家
- クリストバル・アルフテル
- フリアン・バウティスタ
- サルバドール・バカリッセ
- エバリスト・フェルナンデス・ブランコ
- トマス・ブレトン
- フェルナンド・レマーチャ

### その他
- エンリケ・ガルシーア・アセンシオ
- オドン・アロンソ
- ジュゼッペ・マネンテ